# Правило дев'яносто на дев'яносто
Гумористичне правило зі сфери комп'ютерного програмування та програмної інженерії.
Перші 90 відсотків коду відповідають першим 90 відсоткам витраченого на розробку часу. Залишкові 10 відсотків коду відповідають іншим 90 відсоткам витраченого на розробку часу.
— Том Карґіл, Bell Labs
Разом виходить 180 %, що алюзія на складнощі процесу оцінки часу, потрібного на розробку ПЗ. Ця діяльність часто потребує значно більше часу та зусиль, ніж очікується на старті, через нелінійність праці програміста та непередбачуваність етапу тестування. Вислів популяризувала колонка «Перли програмістів» Джона Бентлі у вересневому випуску журналу Communications of the ACM.
У деяких проєктах, що розробляються за гнучкою методологією, менеджери наштовхуються на проблему «дев'яносто на дев'яносто», коли задача позначена як «відносно зроблена». Тобто, запланована праця майже виконана, але ще залишилася проста недоконана підзадача, що затягує завершення проєкту в цілому.